# Haselour
Haselour var en civil parish 1858–1934 när det uppgick i Harlaston, i grevskapet Staffordshire i England. Civil parish var belägen 10 km från Lichfield och hade 19 invånare år 1931.